# Цимерманов телеграм
Цимерманов телеграм је дипломатски предлог који је Немачко царство послало Мексику 1917. године како би наговорило Мексико да објави рат Сједињеним Државама. Телеграм су пресрели Британци пре него што је дошао до Мексика. Откривање телеграма је разбеснело Американце и било је један од чинилаца у одлуци да Сједињене Државе објаве рат Немачкој у априлу 1917. године.
Порука је послата у виду шифрованог телеграма који је одаслао министар спољних послова Немачког царства, Артур Цимерман, 16. јануара 1917. године немачком амбасадору у Вашингтону, Јохану фон Бернсторфу, у јеку Првог светског рата. Бернсторф је 19. јануара, по Цимермановом налогу, проследио телеграм немачком амбасадору у Мексику, Хајнриху фон Екарту. Цимерман је послао телеграм у очекивању наставка немачке подморничке кампање против трговачких бродова 1. фебруара. Немачки канцелар Теобалд фон Бетман-Холвег је гајио бојазан да ће таква кампања увести неутралне Сједињене Државе у рат на страни савезника. Телеграм је наложио амбасадору Екарту да, ако постане изгледно да ће Сједињене Државе ући у рат, контактира владу Мексика са предлогом за успостављање војног савеза. Екарт је био овлашћен да Мексику понуди помоћ у снабдевању како би Мексико повратио територије изгубљене током Америчко-мексичког рата и услед Гадсденове куповине, конкретно територије савезних држава Тексас, Нови Мексико, и Аризона. Екарту је такође наложено да тражи од Мексика да помогне у успостављању савеза између Немачке и Јапанског царства.
Цимерманов телеграм су пресрели и дешифровали британски криптографи из Собе 40. Откривање садржаја телеграма у америчкој штампи 1. марта је довело до беса јавности што је допринело одлуци да Сједињене Државе објаве рат Немачкој и њеним савезницима 6. априла 1917. године.

## Телеграм
Цимерманова порука је гласила:
ОД 2. из Лондона # 5747.
„Планирамо да започнемо првога фебруара подморничко ратовање без ограничења. Упркос овоме ћемо настојати да Сједињене Америчке Државе остану неутралне. У случају да ово не успе, Мексику ћемо предложити савез на следећим основама: заједно ратујемо, заједно потписујемо мир, великодушна финансијска подршка и разумевање са наше стране да ће Мексико да поврати изгубљене територије у Тексасу, Новом Мексику и Аризони. Детаљи погодбе су остављени вама. Информисаћете Председника о овоме у највећој тајности чим избијање рата са Сједињеним Америчким Државама постане извесно и додаћете предлог да би он требало, својом иницијативом, да позове Јапан да се одмах приклони и у исто време да посредује између Јапана и нас. Молим Вас, укажите Председнику на чињеницу да немилосрдно ангажовање наших подморница отвара прилику за приморавање Енглеске да за пар месеци затражи мир.“ У потпису, ЦИМЕРМАН

## Одговор Мексика
Телеграм је био део немачког покушаја да одвуку пажњу Сједињеним Државама и да преусмере америчку помоћ усмерену Антанти. Немачка је дуго желела да изазове рат између Мексика и САД. Тај рат би везао америчке војне снаге и успорио извоз наоружања.
Мексички председник Венустијано Каранза је наложио једном генералу да процени изводљивост сценарија у коме Мексико поново заузима своје некадашње територије. Генерал је закључио да то не би било изводљиво па ни пожељно из следећих разлога:
- Покушај да се поново заузму пређашње територије би неизоставно довео до рата са много снажнијим Сједињеним Државама.
- Немачка обећања о „великодушној финансијској помоћи“ су била празна. Мексико не би имао одакле да купи оружје, муницију нити остале ратне потрепштине јер су Сједињене Државе биле једини велики произвођач оружја у Северној и Јужној Америци. Британска Краљевска ратна морнарица је контролисала поморске путеве на Атлантику, тако да се није могло рачунати на Немачку да Мексику доставља оружје директно.
- Чак и ако би Мексико имао војне капацитете да победи у сукобу са Сједињеним Државама и да поново заузме поменуте територије, јавили би се изузетни проблеми са великом и добро наоружаном популацијом која говори енглески.
- Ризик по друге спољне односе. Мексико је сарађивао са такозваним АБЦ државама (Аргентина, Бразил и Чиле) у Јужној Америци у циљу спречавања рата са САД. Ако би Мексико ушао у рат против САД ово би угрозило односе са ове три државе које ће касније објавити рат Немачкој.

Каранца је формално одбио Цимерманове предлоге 14. априла, до када су Сједињене Државе већ објавиле рат Немачкој.

## Британско пресретање
Телеграм је пренет путем радија и преко две телеграфске руте под окриљем дипломатских порука две неутралне владе, Шведске и Сједињених Држава. Немачка није имала директну телеграфску комуникацију са западном хемисфером јер су Британци пресекли немачке каблове у Атлантику и угасили немачке станице у неутралним државама. Ово је приморало Немачку да користи британске и америчке каблове, упркос ризику од пресретања. Цимерманове поруке су пролазиле кроз каблове који су дотицали британску територију па их је пресрела британска обавештајна служба.
Са друге стране, председник САД Вудро Вилсон је дозволио немачким дипломатама да шаљу своје поруке под окриљем америчког дипломатског саобраћаја у нади да ће ово омогућити Немачкој да остане у контакту са Сједињеним Државама што је било у интересу Вилсонових покушаја да се оконча рат. Немци су веровали да им ова привилегија омогућава да шаљу осетљиве поруке на западну хемисферу у релативној сигурности, јер Британци не би могли да искористе било који инкриминишући телеграм који су пресрели а да не признају да шпијунирају амерички дипломатски саобраћај. Порука је стога послата из Берлина немачком амбасадору у Вашингтону, Јохану Хајнриху фон Бернсторфу, са налогом да он проследи телеграм фон Екарту у Мексико.
Телеграм је пресретнут чим је послат. Шифранти из Собе 40 при Адмиралитету су добили копију коју су дешифровали довољно да разумеју значење телеграма. Немачко Министарство спољних послова је шифровало телеграм шифром 0075, коју су службеници Собе 40 делимично разбили. Британски шифранти су могли да дешифрују немачки код уз помоћ шифарника заробљених почетком рата на СМС Магдебургу у бици у Финском заливу.
Британска влада је желела да искористи инкриминишући телеграм, јер је он пружао сјајну прилику да се Сједињене Државе уведу у рат на страни Савезника. Антинемачка осећања су у Сједињеним Државама у том тренутку била посебно јака услед немачке политике „неограниченог“ подморничког ратовања. Међутим, Британци су се суочили са два проблема: морали су да објасне Американцима како су дошли до шифрованог телеграма, а да Американци не сазнају да британски обавештајци прислушкују амерички дипломатски саобраћај; и друго, морали су да дају јавно објашњење како су успели да дешифрују телеграм а да Немцима не открију да су разбили њихове шифре.
Први проблем је решен тако што су Британци добавили копију шифрованог телеграма из телеграфске канцеларије у Мексику. Британци су знали да ће немачка амбасада у Вашингтону поруку послати преко комерцијалне телеграфске службе, тако да ће шифровани текст бити доступан у мексичкој телеграфској канцеларији. „Господин Х.“, британски агент у Мексику је потплатио службеника комерцијалне телеграфске компаније, и од њега добио примерак поруке (Сер Томас Хохлер, тадашњи британски амбасадор у Мексику је у својој аутобиографији тврдио да је он био господин Х.). Овај шифрат су Британци могли да покажу Американцима без проблема. Штавише, телеграм послат из Вашингтона је био шифрован шифром 13040, а Британци су у Месопотамији заробили комплетне шифарнике за ову шифру, тако да су до средине фебруара имали потпуно дешифрован телеграм.
Британци су други проблем решили лажном причом како је дешифровани текст телеграма украден у Мексику (Сједињене Државе су обавештене да је шифра у ствари разбијена, али су сачувале ову тајну и подржале лажну причу). Немачка влада је одбила да поверује у могућност да су шифре компромитоване, па је послала фон Екарта у лов на издајника у амбасади у Мексику.

### Књиге
- Beesly, Patrick (1982). Room 40: British Naval Intelligence, 1914-1918. New York: Harcourt, Brace, Jovanovich. ISBN 978-0-15-178634-3.
- онлајн издање][мртва веза].
- Hopkirk, Peter (1994). On Secret Service East of Constantinople. Oxford University Press. ISBN 978-0-19-280230-9.
- Tuchman, Barbara W. (12. 3. 1985). The Zimmermann Telegram: America Enters the War, 1917-1918; Barbara W. Tuchman's Great War Series. ISBN 0345324250.
- West, Nigel (1986). The SIGINT Secrets. William Morrow & Co/Quill. ISBN 978-0-688-09515-4.
- Чланак Бена Фентона.

Даља литература
- Hendrick, Burton J. [1925] (July 2003). The Life and Letters of Walter H. Page. Kessinger Publishing. ISBN 978-0-7661-7106-0.
- Winkler, Jonathan Reed (2008). Nexus: Strategic Communications and American Security in World War I. Cambridge, MA: Harvard University Press. ISBN 978-0-674-02839-5.